# Benolpe
Benolpe is een deel van de gemeente Drolshagen in de Kreis Olpe in Westfalen in Noordrijn-Westfalen in Duitsland. 
Benolpe is plaats waar van oorsprong Ripuarisch wordt gesproken. Het ligt aan de Uerdinger linie.  

## Verenigingen
- Männergesangverein Sangeslust Benolpe e. V.
- Trägerverein Sport-, Jugend- und Kulturheim Benolpe e.V.
- Kapellenverein Benolpe e.V.
- Verein zur Förderung der Jugend- und Heimatpflege der ehemaligen Schulgemeinde Benolpe e.V.

Alperscheid · 
Benolpe · 
Berlinghausen · 
Beul · 
Bleche · 
Brachtpe · 
Breitehardt · 
Brink · 
Bruch · 
Buchhagen · 
Bühren · 
Dirkingen · 
Dumicke · 
Eichen · 
Eichenermühle · 
Eltge · 
Essinghausen · 
Fahrenschotten · 
Feldmannshof · 
Fohrt · 
Frenkhausen · 
Frenkhauserhöh · 
Gelslingen · 
Germinghausen · 
Gipperich · 
Grünenthal · 
Halbhusten · 
Hammerteich · 
Heiderhof · 
Heimicke · 
Herpel · 
Hespecke · 
Husten · 
Hustert · 
Hützemert · 
Iseringhausen · 
Junkernhöh · 
Kalberschnacke · 
Köbbinghausen · 
Kram · 
Lüdespert · 
Neuenhaus · 
Öhringhausen · 
Potzenhof · 
Scheda · 
Schlade · 
Schlenke · 
Schreibershof · 
Schürholz · 
Schützenbruch · 
Sendschotten · 
Siebringhausen · 
Stupperhof · 
Wegeringhausen · 
Wenkhausen · 
Wintersohl · 
Wormberg